# Eben-Emael
Ne doit pas être confondu avec Fort d'Ében-Émael.
Eben-Emael [ebɛn emal], parfois orthographié Ében-Émael (en wallon Eben-Emål), est une section de la commune belge de Bassenge située en Wallonie dans la province de Liège.
C'était une commune à part entière avant la Fusion des communes de 1977.

## Géographie

### Nature et paysage
La petite rivière Le Geer passe devant le village et draine ses eaux en direction du nord.
Comme dans les villages environnants, Eben-Emael a connu une exploitation séculaire du calcaire dont il reste des carrières souterraines, comme Trou Loulou, un vaste réseau de galeries souterraines. Dans les environs d'Eben-Emael, plusieurs carrières à ciel ouvert sont encore en activité. La plus grande carrière est la Carrière du Romont, située à l'ouest d'Eben-Emael. Grâce à un convoyeur souterrain, la carrière fournit chaque jour à la cimenterie de Lixhe 1 800 tonnes de calcaire.

## Démographie
- Sources : INS, rem. : 1831 jusqu'en 1970 = recensements, 1976 = nombre d'habitants au 31 décembre.

## Histoire
La commune fut créée sous le régime français par la fusion des villages d'Ében et d'Émael. Elle faisait alors partie du département de la Meuse-Inférieure (future province de Limbourg).
La commune fut transférée de la province de Limbourg à la province de Liège en 1963.
Le fort d'Eben-Emael, réputé imprenable, fut attaqué le 10 mai 1940 vers 04h00 par une action combinée de planeurs et parachutistes allemands , et pris définitivement le lendemain 11 mai. Bien que cette attaque en cette partie du front de l'Ouest ait été en fait une diversion (l'attaque principale ayant lieu sur la Meuse, notamment à Sedan et Dinant), la chute du fort fut annoncée comme une première grande victoire par la presse nazie et porta un coup au moral des soldats de l'armée belge.

## Patrimoine et culture

### Patrimoine architectural et sites
- Fort d'Eben-Emael.
- Tour d'Eben-Ezer.
- Église Notre-Dame d'Émael.
- Tumulus d'Émael.
- Le Musée d'Eben : Centre de Recherches Archéologique et Folklorique.
- Les caves : Trou Loulou, Héyoul (des champignonnières dans des anciennes carrières souterraines)[2].
- Les moulins à eau sur Le Geer : 
  - Moulin Loverix ;
  - Moulin Thonnard ;
  - Moulin Depuis ou Vieux Moulin.

### Culture

#### Traditions
- Le carnaval des Hoûres.
- Le cramignon.

Ces deux festivités comptent parmi les chefs-d’œuvre du Patrimoine oral et immatériel de la Fédération Wallonie-Bruxelles.

## Galerie

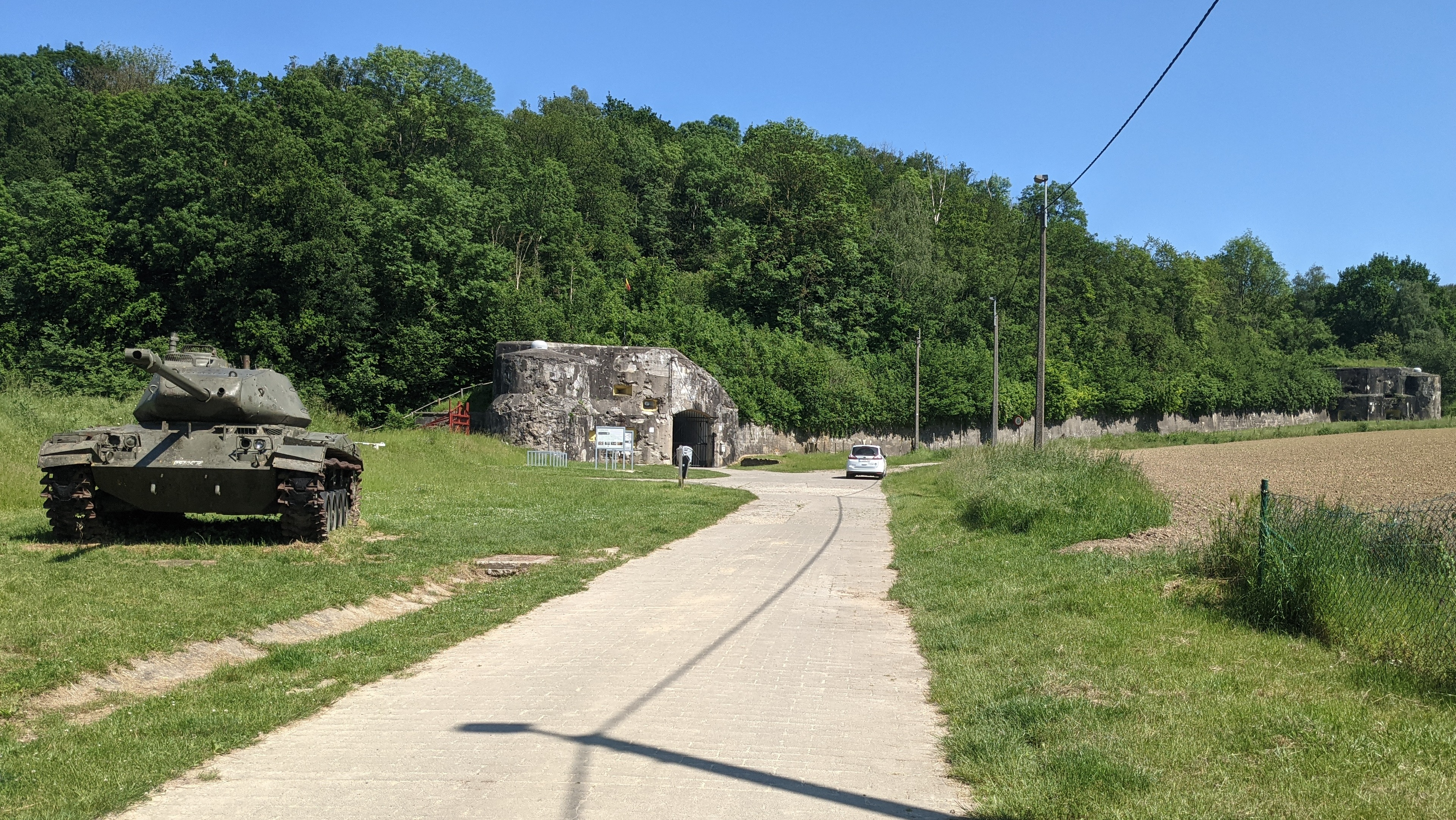
Fort d'Eben-Emael.
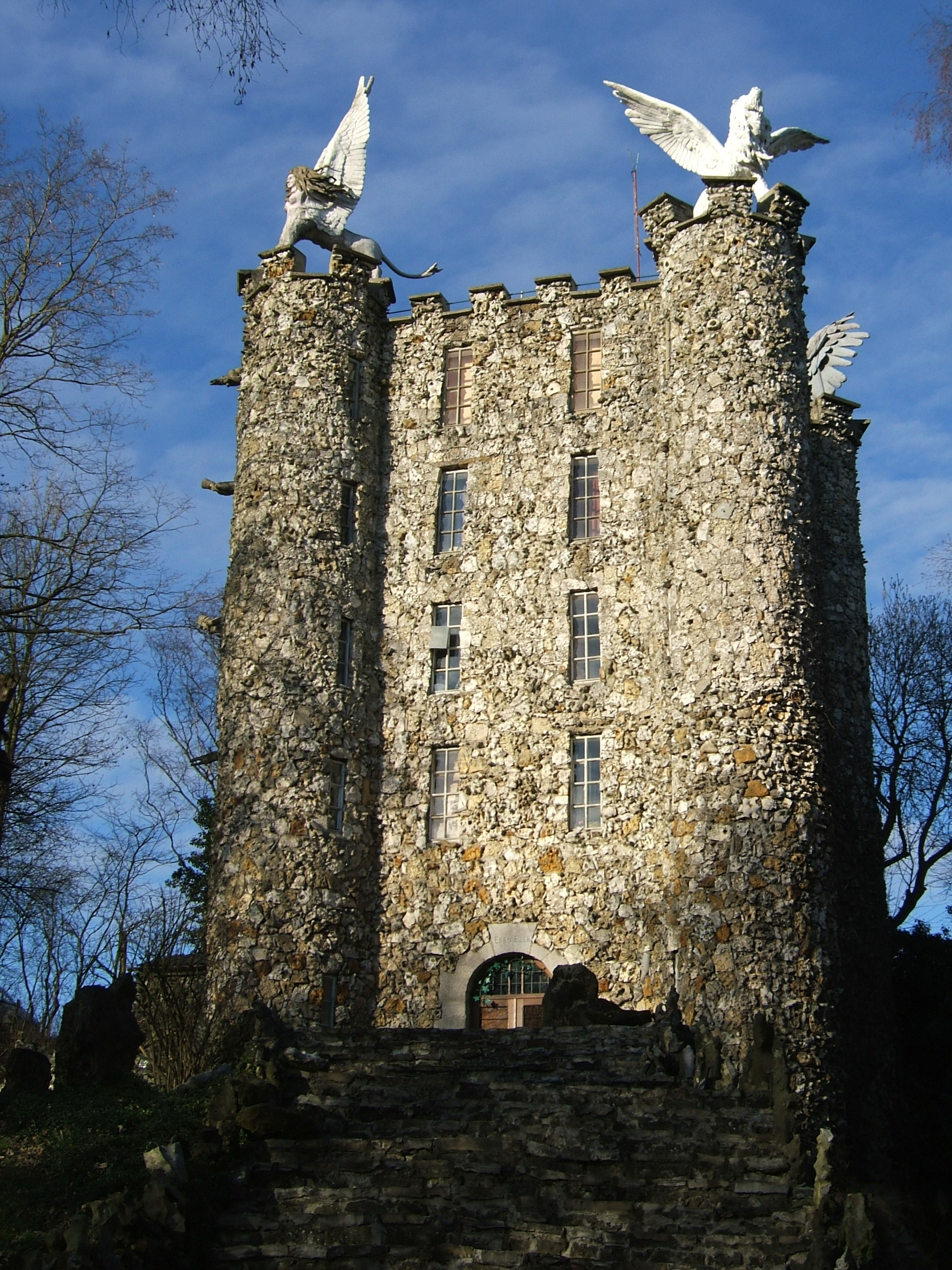
Tour d'Eben-Ezer.
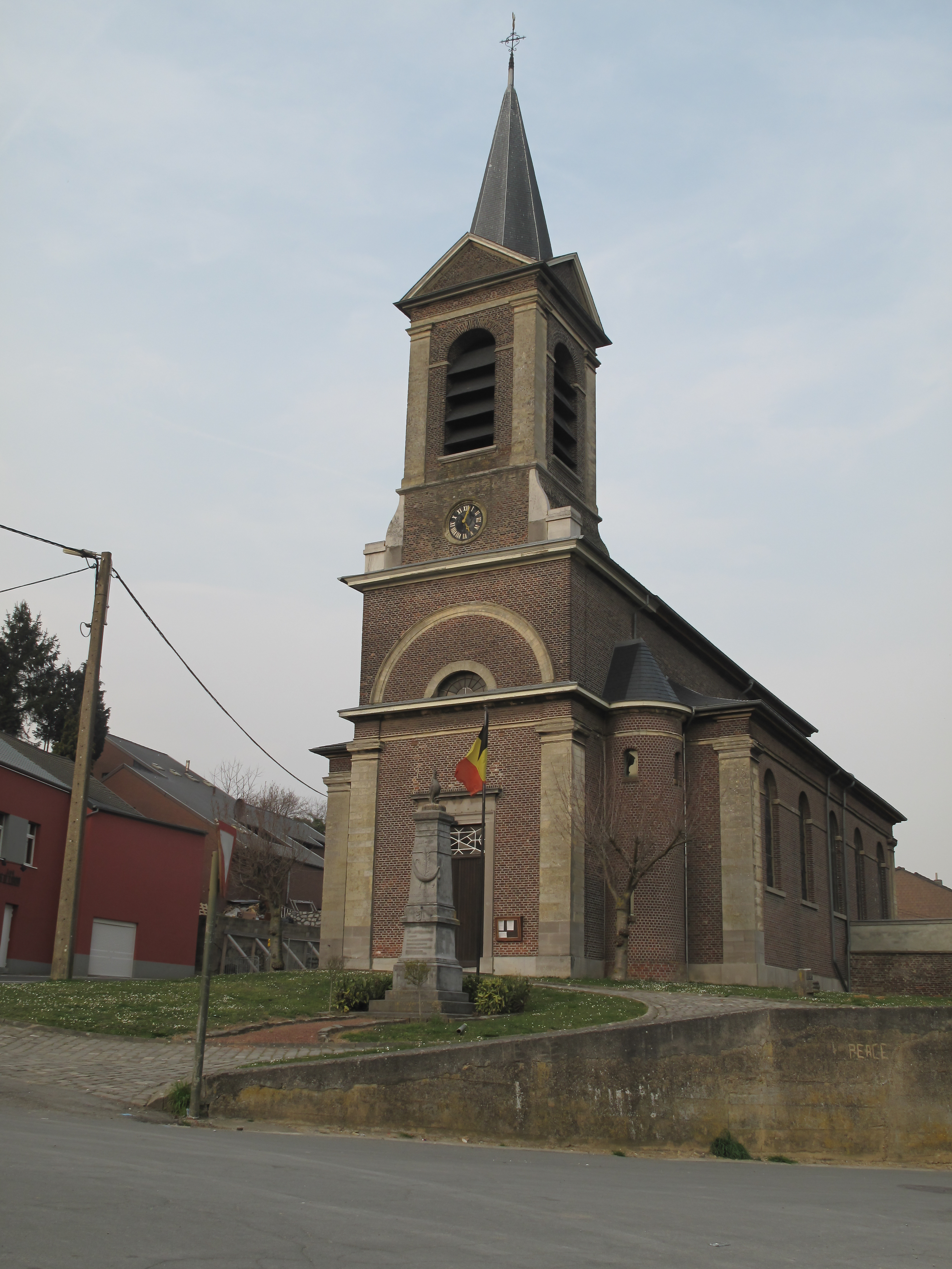
L'église Saint-George à Eben.
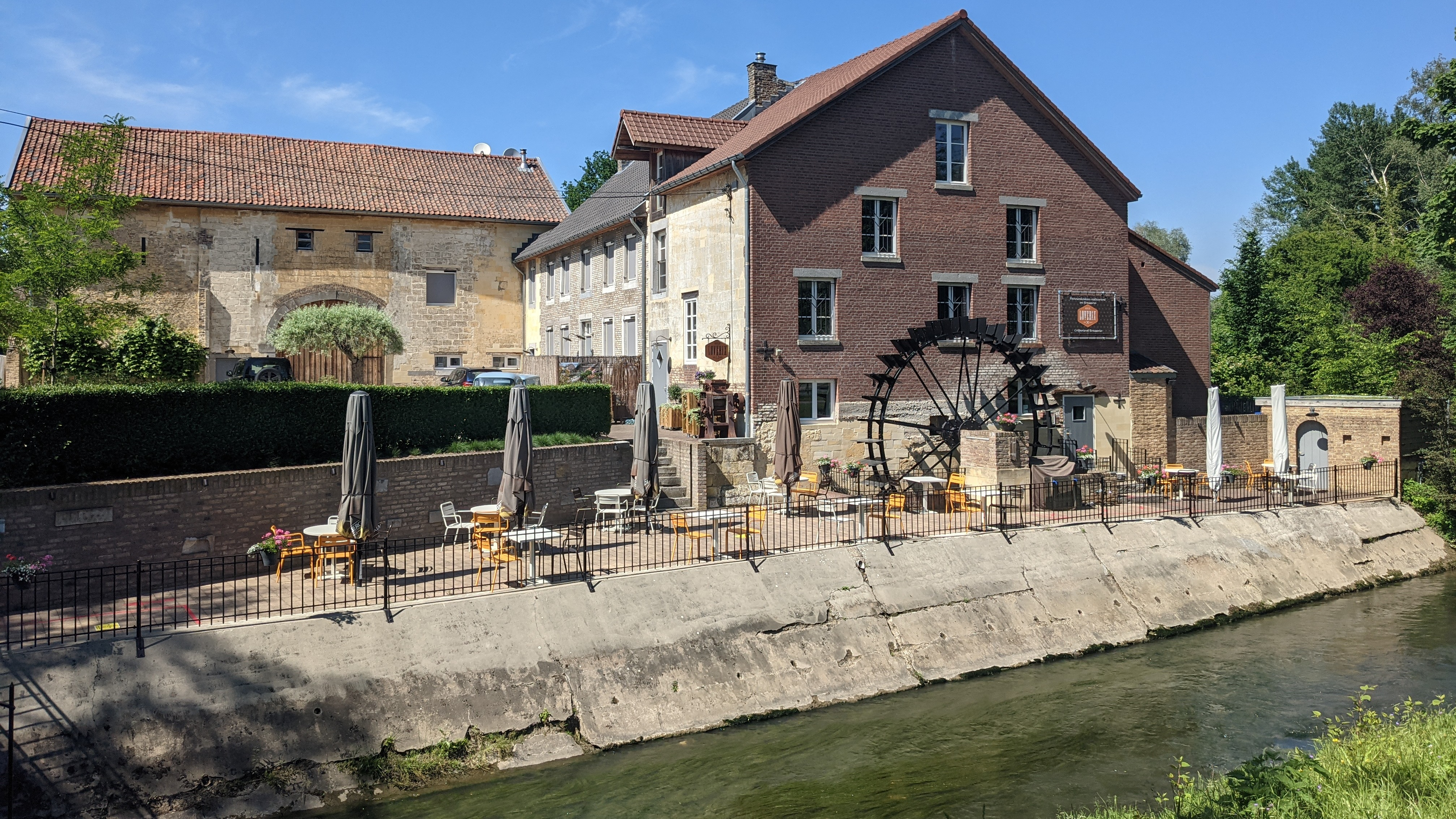
Moulin Loverix.
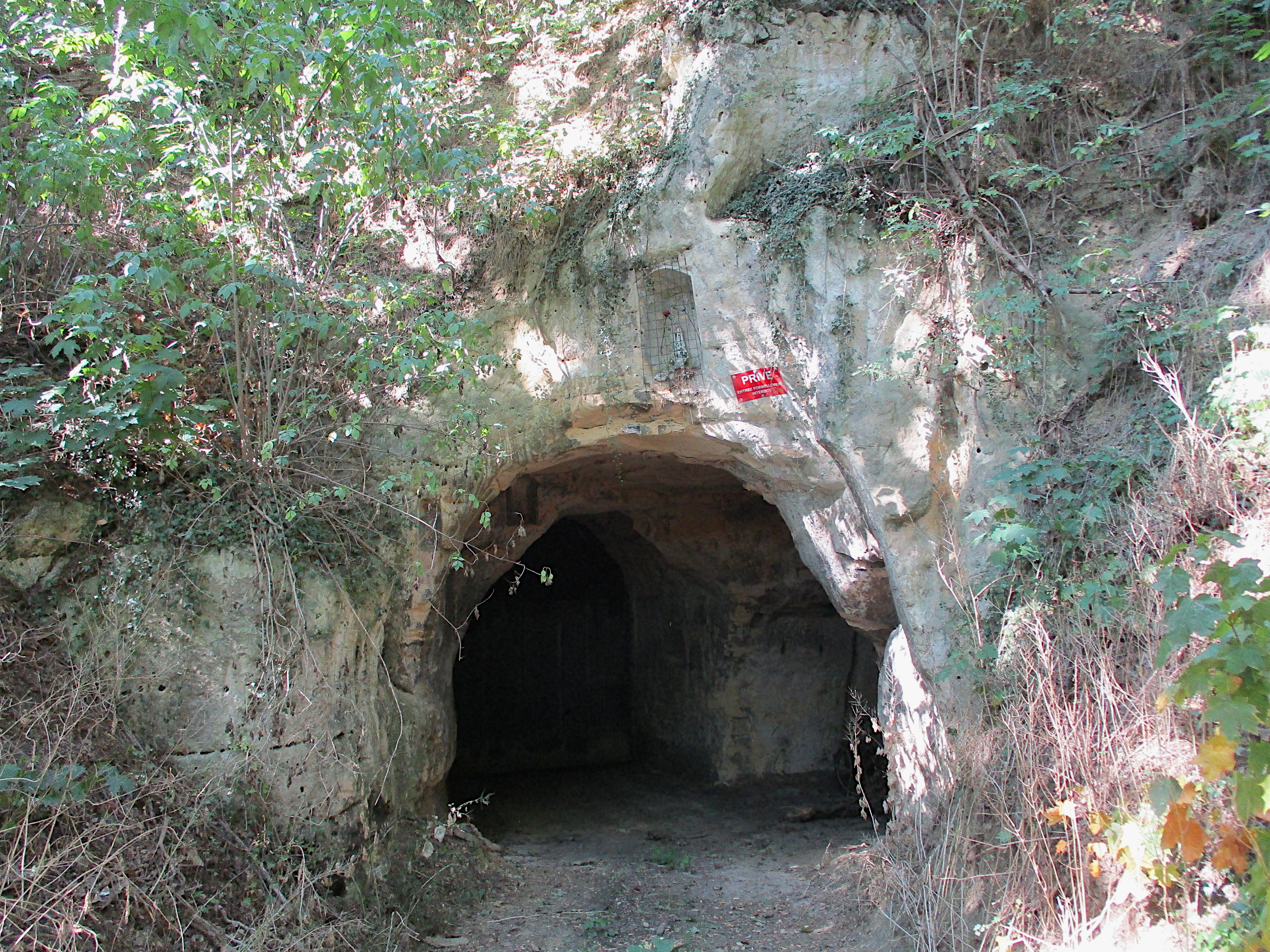
Trou Loulou Emael.
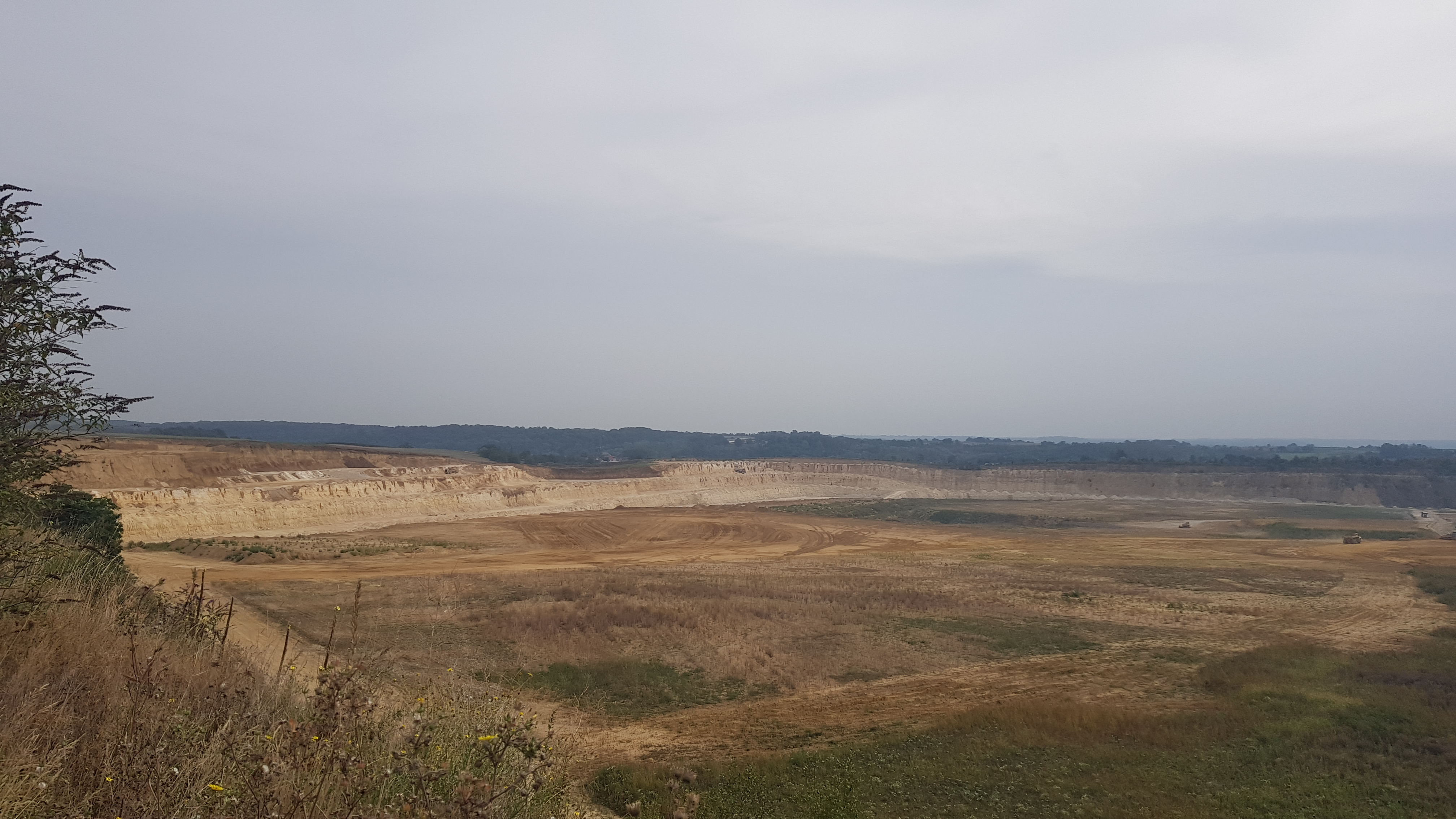
Carrière du Romont.